# Famille Auvé
 (juillet 2025).
Motif : Absence de sources centrées et de personnalités
- Archive Wikiwix
- Bing
- Cairn
- DuckDuckGo
- E. Universalis
- Gallica
- Google
- G. Books
- G. News
- G. Scholar
- Persée
- Qwant
- (zh) Baidu
- (ru) Yandex
- (wd) trouver des œuvres sur Wikidata

| 1. | Préciser le motif de la pose du bandeau. | Précisez le motif de la pose du bandeau en utilisant la syntaxe suivante : {{admissibilité à vérifier\|date=juillet 2025\|motif=remplacez ce texte par le motif}}                 |
| 2. | Informer les utilisateurs concernés.     | Pensez à avertir le créateur de l'article, par exemple, en insérant le code ci-dessous sur sa page de discussion : {{subst:avertissement admissibilité à vérifier\|Famille Auvé}} |

La famille Auvé, est l'une des riches et notables familles de la Mayenne. 
Les armes de la famille : d'argent à une croix pleine de gueules cantonnée de douze merlettes du même.

## Histoire
Les Auvé étaient seigneurs de Soulgé-le-Bruant, situé à quatre lieues de Laval. Le premier vivait à la fin du XIIIe siècle et mourut en 1335. Jean Auvé, IVe du nom, est mort sans postérité en Hongrie en 1396. Jean Auvé, neveu du précédent, Ve du nom, seigneur de Soulgé, du Brouassin et du Plessis-Bourreau, qui vivait en 1452; il épousa Jeanne de la Jaille, dame de la Roche-Talbot, terre pour laquelle il transigea en 1485 avec Beaudouin de Champagne (-Parcé); il mourut sans postérité en 1500. Louis Auvé, son frère, continua la lignée ; il épousa successivement : 1° Jeanne, fille de Jean III du Bellay ; 2°, Renée Clerembault ; Pierre Auvé, son fils du premier lit, lui succéda et en lui s'éteignit la branche aînée ; il avait épousé Louise Haton. dame de Raginu, dont il n'eut que des filles. 
La 2e branche eut pour chef François Auvé, 3e frère de Jean V Auvé, époux de Jeanne de l'Espervier, vers 1450 ; N. Auvé, seigneur de La Ventrouze et de Feillet (voir ci-après), leur petit-fils, qui ne laissa que des filles, fut le dernier de cette branche. 
Un Jehan Auvé est cité en 1400 par Guillaume Le Doyen, p. 81. 
Gervais Auvé, écuyer de la compagnie de Jean de Montfort était chevalier seigneur du Brouassin et de Fay, de Soulgé, du Plessis-Bourreau, d'Estrangé, du Coulon, des Grignons et de la Roche-Pichemer, près Montsûrs : il était frère de Jean Auvé, IVe du nom, mort sans postérité en Hongrie. Il lui succéda et épousa Guillemette de Vendôme, dame de Bellefontaine, Fe(u)illet et la Ventrouze, fille de Jeanne de Chazé et de Bellefontaine et de Pierre Ier de Vendôme-Segré, chevalier, issu des anciens comtes de Vendôme, seigneur de Segré ; et petite-fille de Bouchard de Vendôme, seigneur de Segré, et de Peronelle/Marguerite de Beaumont-le-Vicomte dame de Segré (issue des vicomtes de Beaumont et de Ste-Suzanne). Lui et sa postérité écartelleront leurs armes avec celles de Vendôme ancien, l'écu de Beaumont-le-Vicomte brochant sur le tout, en raison de cette illustre alliance.